# الماحوز
الماحوز أو أرض الرياحين هي قرية قديمـة من قرى مملكة البحرين، وتعرف برجال العلم والدين، ينتسب إليها عدد من العلماء في البحرين وعلى رأسهم الشيخ كمال الدين ميثم البحراني، والشيخ سليمان الماحوزي، وكذلك الشيخ حسن بن عبد الله الماحوزي، والشيخ عبد علي بن حسين الماحوزي، والشيخ حسين بن محمد الماحوزي، والشيخ عبد الله بن علي الماحوزي، والشيخ محمد بن ماجد الماحوزي، والشيخ محمد بن حسين الماحوزي. كما أنها مسقط رأس الشيخ يوسف العصفور البحراني.

## الموقع الجغرافي
كانت الماحوز فيما سبق تحوي ثلاث قرى، وهي:
- هرته أو هلتا، وهي المنطقة التي يقع بها قبر الفيلسوف ميثم الماحوزي، والتي أصبحت من حيث التقسيم الحديث تبعا لمنطقة أم الحصم، وربما يكون الاسم مركب من كلمتين (هل) و(تل) ومعناها: هل التل أصبح كالهلال من بعيد؟ ونقل بعض العارفين أن معناه قلب الأسد، وكانت في هذه المنطقة عين ماء تسمى عين هرته وبجانبها مسجد لا وجود له هذا اليوم.
- الدونج، وهي المنطقة التي يقع بها قبر المحقق سليمان الماحوزي، ولم تزل في عصرنا اليوم ضمن منطقة الماحوز، ويقال أنها كانت مسكنا لكبار الموظفين في العهد البرتغالي، وفي اللغة دَنَجَ الأمر أي أحكمه، والدُنُج بمعنى العقلاء، ويقول الشيخ إبراهيم المبارك في كتابه المتقدم ذكره: دونج بضم الدال وسكون الواو وفتح النون من ماحوز.
- الغريفة، بضم الغين وفتح الراء، وهي تقع شرق الماحوز بجنب منطقة الجفير، والغُرَيفة تصغير غرفة، أما الغَرِيفة بفتح الغين وكسر الراء هو الشجر الكثيف الملتف، وقيل أنها غير الغريفة الموجودة حاليا بل هي الواقعة غرب مركز الشرطة التابع لميناء سلمان، وهناك منطقة أخرى مندثرة حاليا جنوب الشاخورة كانت تحمل نفس الاسم انتقل أهلها إلى الغريفة الحالية فسميت بنفس الاسم.

أما منطقة الماحوز حاليا وبحسب تقسيم المجمعات الحديثة فهي تقع أساسا في مجمع (334) وهو ما يسمى باللغة الدارجة (الفريج)، وتشمل من حيث التسمية مجمـع (332) ومجمع (331)، فتكون أقصى نقطة شمالا مسجد الشيخ علي والأدنى جنوبا ملعب نادي أم الحصم لكرة القدم، والأقصى شرقا المنطقة المقابلة للنادي البريطاني والأدنى غربا النادي الأهلي وما خلفه، وتقع الماحوز في موقع استراتيجي من العاصمة، فمن جهة الشرق تجد العدلية والغريفة والجفير، ومن جهة الجنوب أم الحصم، ومن جهة الغرب الزنج، ومن جهة الشمال جزء من العدلية أيضا، وتعتبر منطقة حيوية لارتباطها وقربها بأغلب مناطق البحرين وجزرها الهامة كالمحرق وسترة وقربها كذلك من ميناء سلمان.

## سبب التسمية
يتداوله البعض وهو أنها سميت بذلك نظرا لكثرة الحوزات الدينية بها آنذاك إلا أننا لم نقف على ما يثبت ذلك.
ومعنى كلمة (الماحوز) كما جاء في لسان العرب تحت مادة (م.ح.ز) هو ضرب من الرياحين، وفي الحديث: بلغنا ماحوزنا قيل هو موضعهم الذي أرادوه، وأهل الشام يسمون المكان الذي بينهم وبين العدو ماحوزا، وأهل البصرة (الفاو) يسمون المكان المحجوز بين فرعي النهر (حوز)، وجاء تحت مادة (ح.و.ز) في المعجم الوسيط بمعنى ملكه وحدده يقال: حاز المال وحاز العقل والميم هنا زائدة، ويقول الشيخ إبراهيم المبارك في كتابه (ماضي البحرين وحاضرها): ماحوز كناعور جنوبا عن السلمانية وفيها عين كبيرة تسمى ام الشعوم.

## معيشة سكانها
كان أهالي منطقة الماحوز كغيرهم من أهالي جزيرة البحرين يعيشون البساطة في العيش، فتراهم يتنقلون من منطقة إلى أخرى بحسب توافر مصدر رزقهم، حيث كان الناس آنذاك تسود بينهم المودة والاحترام وصفاء القلوب أكثر من أزماننا التي طغت عليها الماديات، فكانت مهنة الفلاحة والصيد أهم تلك المهن في البحرين عموما، إضافة إلى وجود مهن أخرى كالبناء والصفارة والنسج وما إلى ذلك، وتعتبر منطقة الماحوز من الأراضي الزراعية التي تكثر فيها النخيل، وكان الناس فيما سبق يسكنون خلال فترة الشتاء في منازلهم التي يبنونها من مواد البناء البسيطة من سعف النخل والبوادكير، أما في الصيف فإنهم ينتقلون إلى الجهة الغربية من المنطقة حيث الزروع والمياه التي تخفف عنهم حرارة الجو.